# Christian Siemund
Christian Siemund (* 21. September 1985 in Eisenhüttenstadt) ist ein deutscher Fußballspieler.

## Karriere
Siemund spielte in seiner Jugend beim FC Energie Cottbus und beim Eisenhüttenstädter FC Stahl. 2006 wechselte er für drei Jahre zum FC Erzgebirge Aue. Dort spielte er zunächst in der zweiten, nach dem Abstieg der Profimannschaft aus der 2. Fußball-Bundesliga später auch in der ersten Mannschaft in der 3. Liga. Im November und Dezember 2009 spielte Siemund wieder für den EFC Stahl. Zum Jahresanfang 2010 ging er zum Oberligisten Germania Halberstadt. Im Sommer 2011 wechselte er innerhalb der Liga zum SV Germania 90 Schöneiche. Nach einem Jahr wechselte er zum Berliner Club Berliner AK 07 in die Regionalliga. Ende Januar 2016 ging er zum Oberligisten CFC Hertha 06, den er zum Saisonende wieder verließ. Zur Saison 2016/17 wechselte er zu Tennis Borussia Berlin und von dort in der Saison 2017/18 zum FC Eisenhüttenstadt, wo er seine Karriere begonnen hatte.